# Robert Mörth
Robert Mörth (* 21. Oktober 1983 in Graz) ist ein österreichischer Politiker der Freiheitlichen Partei Österreichs (FPÖ). Seit dem 21. Jänner 2025 ist er Abgeordneter zum Steiermärkischen Landtag.

## Leben

### Ausbildung und Beruf
Robert Mörth besuchte das BG/BORG Graz Liebenau, wo er 2001 maturierte. Anschließend studierte er für einige Jahre Betriebswirtschaftslehre, ohne jedoch einen Abschluss zu erlangen. Seit 2009 ist er als Unternehmer tätig und führt ein Handelsunternehmen für Bootszubehör und Boote.

### Politik
Mörth ist seit 2015 Mitglied des Gemeinderates von Feldkirchen bei Graz. Von 2013 bis 2017 war er Teil des Landesvorstandes des Ring Freiheitlicher Jugend Steiermark, seit 2022 beziehungsweise 2023 ist er Regionalstellenobmann der Freiheitlichen Wirtschaft Graz-Umgebung beziehungsweise der Freiheitlichen Wirtschaft Graz. In dieser Funktion ist er Ausschussmitglied des Bundesgremiums des Fahrzeughandels der Wirtschaftskammer Österreich sowie Mitglied der Spartenkonferenz der Sparte Handel in der Wirtschaftskammer Steiermark.
Bei der Landtagswahl 2024 kandidierte er für die FPÖ an siebter Stelle im Landtagswahlkreis 1, welcher die Stadt Graz und den Graz-Umgebung umfasst, konnte hierüber jedoch kein Mandat erringen. Erst nachdem Spitzenkandidat Mario Kunasek sowie Stefan Hermann in die Landesregierung einzogen sowie Peter Samt in den Bundesrat einzog, konnte er in den  Steiermärkischen Landtag einziehen. Am 21. Jänner 2025 wurde er in der XIX. Gesetzgebungsperiode als Abgeordneter zum  Steiermärkischen Landtag angelobt.

### Privates
Mörth ist verheiratet und Vater einer Tochter.